# Molophilus flavonotatus
Molophilus flavonotatus là một loài ruồi trong họ Limoniidae. Chúng phân bố ở miền Australasia.